# كريس سوتون
كريستوفر روي سوتون (بالإنجليزية: Chris Sutton)‏، من مواليد 10 مارس 1973 في نوتنغهام في إنجلترا، لاعب كرة قدم إنجليزي.
بدأ مسيرته الكروية مع نادي نوريتش سيتي في عام 1991، ولعب معهم حتى عام 1994، وشارك معهم في 103 مباريات وسجل 35 هدف، وفي عام 1994 انتقل إلى نادي بلاكبيرن روفرز، ولعب معهم حتى عام 1999، وشارك معهم في 131 مباراة وسجل 50 هدف، وفي موسم 1999/2000 انتقل إلى نادي تشيلسي، ولعب معهم 28 مباراة وسجل هدف واحد، وفي عام 2000 انتقل إلى نادي سيلتك الإسكتلندي، ولعب معهم حتى عام 2006، وشارك معهم في 130 مباراة وسجل 63 هدف، وفي عام 2006 انتقل إلى نادي برمنغهام سيتي، ولعب معهم 10 مباريات وسجل هدف واحد، ومنذ عام 2006 وهو يلعب مع نادي أستون فيلا.
و قد لعب مع منتخب إنجلترا لكرة القدم مباراة واحدة في عام 1997.

## مسيرته الكروية
لعب كريس سوتون خلال مسيرته الاحترافية مع 6 أندية في ثمانية عشر موسمًا وسجل خلالها 148 هدف ضمن 408 مباراة. حيث فاز في أربعة مواسم بالكأس وفي خمسة مواسم بالدوري.
خاض كريس سوتون مسيرته مع نادي نورويتش سيتي في موسم 1990–91 ليلعب معه أربعة مواسم، مشاركًا في 102 مباراة سجل خلالها 35 هدفًا. ثم انتقل إلى نادي بلاكبيرن روفرز في موسم 1994–95 ليلعب معه خمسة مواسم، حيث شارك في 130 مباراة سجل خلالها 47 هدفًا. لينتقل بعدها إلى نادي تشيلسي في موسم 1999–00 لمدة موسم واحد، مشاركًا في 28 مباراة سجل خلالها هدفًا واحدًا. ثم انتقل إلى نادي سلتيك في موسم 2000–01 ليلعب معه ستة مواسم، مشاركًا في 130 مباراة سجل خلالها 63 هدفًا. هذا وانتقل لاحقًا إلى نادي برمنغهام سيتي في موسم 2005–06 لمدة موسم واحد، مشاركًا في 10 مباريات سجل خلالها هدفًا واحدًا. ثم انتقل بعدها إلى نادي أستون فيلا في موسم 2006–07 لمدة موسم واحد، مشاركًا في 8 مباريات سجل خلالها هدفًا واحدًا أيضًا.

## روابط خارجية
- كريس سوتون على موقع قاعدة بيانات كرة القدم.إي يو (الإنجليزية)
- كريس سوتون على موقع ناشيونال فوتبول تيمز (الإنجليزية)
- كريس سوتون على موقع Soccerbase.com (لاعب) (الإنجليزية)
- كريس سوتون على موقع Soccerway.com (الإنجليزية)
- كريس سوتون على موقع عالم كرة القدم.نت (الإنجليزية)
- كريس سوتون على موقع كووورة